# 왕실 국가
왕실 국가로 쓰이는 국가들을 다음과 같이 기술한다.

## 현존 왕실 국가
| 노르웨이             | 왕의 노래(Kongesangen)                              |
| 덴마크               | 크리스티안 왕(Kong Christian)                       |
| 룩셈부르크           | 빌헬름(De Wilhelmus)                                |
| 스웨덴               | 왕의 노래(Kungssången)                              |
| 스페인               | 왕의 행진(Marcha Real)                              |
| 영국&캐나다&뉴질랜드 | 하느님, 여왕 폐하를 지켜 주소서(God Save the Queen) |
| 태국                 | Phleng Sansoen Phra Barami                          |
| 사우디아라비아       | Aash Al Maleek                                      |
| 아랍에미리트 연방    | Ishy Bilady                                         |
| 쿠웨이트             | Al-Nasheed Al-Watani                                |

## 옛 왕실 국가
| 그리스(1867-1973)                                                                      | 자유의 찬가 |
| 러시아(1833-1917)                                                                      | 하느님, 황제를 지켜 주소서(Боже, Царя храни!)                                                                                         |
| 루마니아(1862-1947)                                                                    | 왕의 노래(Imnul Regal) |
| 마다가스카르(pre-1897)                                                                 | 오, 하느님!(Andriamanitra ô) |
| 몬테네그로                                                                             | Ubavoj nam Crnoj Gori |
| 불가리아(1908-1944)                                                                    | Anthem of His Majesty the Tsar |
| 세르비아(pre-1918)                                                                     | 하느님의 정의(Боже правде) |
| 신성 로마 제국(1797-1804) 오스트리아 제국(1804-1867) 오스트리아-헝가리 제국(1867-1918) | Gott erhalte Franz den Kaiser |
| 에티오피아(1930-1974)                                                                  | Ethiopia hoy dess ibalish |
| 오스만 제국                                                                            | 최초 : 마흐무디예 (1829~1839) 최후 : 레샤디예 (1908~1918)                                                                             |
| 이탈리아 왕국                                                                          | Marcia Reale |
| 청나라                                                                                 | 鞏金甌(Gong Jin'ou)(1911-1912) |
| 페르시아(19c.-1933)                                                                    | Salamati-ye Shah |
| 이란(1933-1979)                                                                        | Sorood-e Shahanshahi Iran |
| 포르투갈(1834-1910)                                                                    | 헌장 찬가(O Hino da Carta) |
| 프랑스 왕국(pre-1792, 1814-1830)                                                       | Domine salvum fac regem(pre-1790) La Nation, la Loi, le Roi(1791-1792) Où peut-on être mieux qu'au sein de sa famille(1814;1815-1830) |
| 프로이센 왕국 독일 제국                                                                | Heil dir im Siegerkranz |
| 하와이 왕국(1795-1893) 하와이 공화국(1893-1898)                                        | E Ola Ke Aliʻi Ke Akua(1860-1866) He Mele Lâhui Hawaiʻi(1866-1876) Hawaiʻi Ponoʻī(1876-1898)                                          |

## 같이 보기

### 옛 공화국 국가 & 옛 왕국의 국가
- 하느님, 우리 폐하를 지켜주소서
- 남아프리카의 외침
- 슬라브족이여
- 아로드 소바이
- 아름다운 기사단
- 아메리카 연합국의 국가
- 아프가니스탄의 국가
- 앙골라는 우리의 것
- 앙리 4세 만세
- 애국가
- 애국가
- 애국가
- 어머니 성모 마리아
- 네덜란드의 옛 국가
- 노르웨이의 아들들
- 노르웨이의 축배
- 단 하나의 보스니아
- 단치히 자유시의 국가
- 독일 - 오스트리아, 아름다운 나라여!
- 독일 제국의 국가
- 토고의 국가
- 베트남 공화국의 국가
- 남베트남 공화국의 국가
- 오렌지 자유국의 국가
- 트란스발 공화국의 국가
- 영광스러운 4월 17일
- 폐허에서 부활하여
- 인터내셔널
- 슬라브족이여
- 부서진 쇠사슬
- 우리는 찬미하리, 루마니아여
- 삼색기
- 우리의 공화국 만세!
- 조국 불가리아
- 단호하게 선 조물주, 중국이여!
- 경운가
- 동방홍
- 영광의 3일
- 알라는 위대하시다
- 나의 조국
- 나의 무기여
- 두 강의 땅
- 주여, 아프리카를 구원하소서
- 우리 조상의 땅
- 함께 평화를 위해서라면
- 하느님 아일랜드에 축복을
- 하느님, 왕을 지켜 주소서
- 로디지아의 목소리를 상승시키리
- 남아프리카의 외침
- 남아프리카 공화국의 옛 국가
- 파리의 노래
- 팔라비 왕조의 국가
- 페르시아의 국가
- 프랑스 왕자들이 파리로 돌아오다
- 피아베의 노래
- 소련의 국가
- 북예멘의 국가
- 남예멘의 국가
- 아메리카 연합국의 국가
- 이치케리야 체첸 공화국의 국가
- 네덜란드령 안틸레스의 국가
- 만주국의 국가
- 오트볼타의 국가
- 에티오피아의 국가
- 자이르의 국가
- 모잠비크 인민 공화국의 국가
- 카탕가국의 국가
- 카나리아 제도의 파소도블레
- 카자흐스탄 공화국 국가
- 크라스노다르 지방의 찬가
- 스코틀랜드의 국가
- 스코틀랜드의 꽃
- 잉글랜드의 국가
- 우리 아버지의 땅
- 벨라루스 인민 공화국의 국가
- 에티오피아 제국의 국가
- 영광스러운 4월 17일
- 콩고 인민공화국
- 영광의 깃발을 향해
- 예멘의 국가
- 오 영원한 조사여!
- 오나모 오나모
- 황제 찬가
- 호르스트 베셀의 노래
- 헌장 찬가
- 하와이 포노이
- 출발의 노래
- 칠레의 국가
- 찬양
- 청나라의 국가
- 지방 장관을 찬양하랴
- 지롱드당의 노래
- 중앙아메리카 연방 공화국의 국가
- 자랑스러운 세이셸의 인민들이여
- 조비네차
- 기뻐하는 우애
- 나는 헌신했다네
- 나의 사랑스런 조국, 나의 타고난 권리
- 나이지리아, 우리가 네게 만세를 외친다!
- 라스트리야 간
- 러시아 제국의 국가
- 로디지아의 목소리를 상승시키리
- 루마니아 왕국의 국가
- 리에고의 노래
- 메리나 왕국의 국가
- 몽골 인터내셔널
- 벨라루스 인민 공화국의 국가
- 불가리아 왕국의 국가
- 불가리아 왕국의 왕실 국가
- 브라질 제국의 국가
- 사자의 땅
- 살아라, 노보로시야!
- 삼색기
- 서독의 국가
- 서문
- 소련의 공화국의 국가
- 시리아로 출발하라
- 오스만 제국의 국가
- 왕가의 품만큼 좋은 곳은 없다네
- 왕을 찬양하라
- 우리 조상들이 족쇄를 끊었을 때
- 우리 조상의 땅
- 우리의 공화국 만세!
- 우리의 르완다
- 우리의 아름다운 몬테네그로에게서
- 유고슬라비아 왕국의 국가
- 유딧의 승리
- 이란은 불변하고 영원하리라!
- 이란이여
- 이탈리아 왕국의 국가
- 인터내셔널가